# Can (groupe)
Pour les articles homonymes, voir Can.
Can est un groupe de rock expérimental allemand, originaire de Cologne, en Allemagne de l'Ouest. Formé en 1968, il est l'un des pionniers de la scène krautrock. Les musiciens du groupe ont toujours rejeté les influences américaines et incorporé des éléments de musique minimaliste et de world dans leurs compositions toujours très progressives.
Can construisait sa musique autour d'improvisations très libres, retravaillées en studio par la suite, qu'Holger Czukay, bassiste du groupe, qualifiait lui-même de « compositions instantanées ». Le groupe connait quelques succès occasionnels, notamment avec les chansons Spoon et I Want More, toutes deux entrées dans les charts allemands. En outre, à travers ses albums Tago Mago (1971) et Ege Bamyasi (1972), Can exerce une influence considérable sur la musique d'avant-garde, le rock expérimental, l'ambient, le post-punk, la new wave et la musique électronique.

## Biographie

### Premières années (1968–1970)
Can est formé en 1968 à Cologne par Holger Czukay (basse), Irmin Schmidt (claviers), Michael Karoli (guitare), David Johnson (composition/flûte) et Jaki Liebezeit (batterie). Johnson, compositeur américain, flûtiste renommé et grand adepte de la musique électronique, quitte le groupe dès 1968, déçu par le changement d'orientation des autres musiciens, plus intéressés par le rock. Les musiciens utilisent tout d'abord les noms de Inner Space et The Can avant que Jaki Liebezeit ne suggère l'acronyme de « Communisme Anarchisme Nihilisme », donnant au groupe le nom de Can. Schmidt et Czukay ont directement étudié sous l'influence du compositeur Karlheinz Stockhausen.
À l'automne 1968, le groupe rencontre Malcolm Mooney à l'occasion d'un voyage à Paris. Ce sculpteur américain, très créatif mais aussi très instable et conflictuel, deviendra le chanteur du groupe. Il enregistre l'instrumental de son premier album, Prepared to Meet thy Pnoom, contenant également les ébauches de deux morceaux, Father Cannot Yell et Outside My Door, qui sortiront sur leur premier album. Le groupe continue son travail en studio, n'arrivant pas à trouver de maison de disques pour les produire, et enregistre une multitude de morceaux. Cela aboutit à la sortie de leur premier album, Monster Movie en 1969. Les chansons non retenues sur ce dernier sortiront en 1981 sur l'album Delay 1968. L'étrange voix de Mooney, Afro-Américain venu du doo-wop, souligne l'atmosphère inquiétante et hypnotique de leur musique, très influencée par le garage rock, le funk et le rock psychédélique, et renforcée par la répétition des rythmiques basse/batterie.
Mooney retourne aux États-Unis sur le conseil de son psychologue, selon lequel la musique de Can était dangereuse pour son équilibre mental. Il est remplacé par un jeune chanteur japonais, Kenji « Damo » Suzuki, rencontré à Munich quelques mois auparavant. Bien qu'il ne connaissait à l'époque qu'une poignée d'accords à la guitare et qu'il improvisait la majorité de ses textes, les autres musiciens lui demandent de jouer le soir de son entrée dans le groupe. La représentation est une réussite, l'entente entre le groupe et son nouveau chanteur s'avère parfaite, ce qui aboutit à la sortie en 1970 de l'album Soundtracks, composé de morceaux destinés à être des bandes-originales de films. Suzuki écrit dès lors les paroles de Can en anglais, et introduit de temps à autre quelques paroles en japonais.

### Succès (1971–1973)
Au début des années 1970 Can réalise ses travaux les plus connus par la suite. Alors que les premiers enregistrements se basent uniquement sur des structures de chansons rock, le groupe va se tourner vers un style d'extrême improvisation. Leur double-album Tago Mago (1971) reste leur œuvre majeure. Novateur, à contre-courant de toutes les conventions musicales de l'époque, l'album se base sur une intense rythmique inspirée du jazz, de nombreuses improvisations à la guitare et aux claviers, une production aussi soignée que révolutionnaire, avec les vocalises si particulières de Suzuki.
Tago Mago est, en 1972, rapidement suivi de Ege Bamyasi qui, grâce à un son plus abordable, tout en restant dans un style avant-gardiste, permet au groupe d'accéder à une grande renommée, notamment grâce aux morceaux Vitamin C et Spoon. L'album est suivi, en 1973, par Future Days, très critiqué à sa sortie, Can y jette pourtant les bases de la musique ambient. Suzuki quitte le groupe peu après, se marie avec une Allemande et devient témoin de Jéhovah. Le chant sera désormais assuré par Karoli et Schmidt, bien que, après le départ de Suzuki, les morceaux seront plutôt instrumentaux, le groupe voulant continuer l'exploration musicale de l'ambient commencée sur Future Days.

### Dernières années (1974–1979)
Avec Soon Over Babaluma en 1974, Can continue dans le style ambient de Future Days. L'album permet au groupe de renouer avec le succès de Tago Mago et Ege Bamyasi, et de signer en 1975 un contrat avec Virgin Records au Royaume-Uni et EMI/Harvest Records en Allemagne. Les derniers albums, Landed (1975) et Flow Motion (1976) aux morceaux plus conventionnels, seront décevants, bien loin de la créativité des premiers albums. Pourtant le morceau I Want More, sorti sur Flow Motion, de style disco, reste l'unique hit du groupe hors d'Allemagne, allant jusqu'à grimper à la 26e place des charts en Angleterre.
Can est rejoint, en 1977, par le bassiste Rosko Gee (ex-Traffic) et le percussionniste Rebop Kwaku Baah, qui contribuent aux trois albums suivants Saw Delight (1977), Out of Reach (1978) et Can (1979). Durant cette période Holger Czukay, mis de côté, ne joue que sur l'album Saw Delight. Il quitte officiellement le groupe en 1977, mais participe activement à la production de Out of Reach et Can. Les musiciens se séparent fin 1979.

### Entre séparations et réunions
Après la séparation, les différents musiciens du groupe participent à différents projets musicaux, se résumant bien souvent à des travaux de sessions pour d'autres artistes. Le groupe se reforme brièvement en 1986, autour du premier chanteur Malcolm Mooney, aboutissant à la sortie de l'album Rite Time, qui sortira en 1989. Une autre réunion furtive a lieu en 1991 pour l'enregistrement de la bande-son du film Jusqu'au bout du monde de Wim Wenders. De nombreux albums live et compilations sortent également à cette époque. Rebop Kwaku Baah meurt en 1983 d'une hémorragie cérébrale.
En 1999, Karoli, Liebezeit, Schmidt et Czukay participent ensemble à un concert, mais dans leurs groupes respectifs (Sofortkontakt, Club Off Chaos, Kumo et U-She). Michael Karoli meurt le 17 novembre 2001, après un long combat contre le cancer. En 2004, le groupe décide de remasteriser l'ensemble de sa discographie, qui ressortira complètement en 2006.
Après la séparation en 1979, Holger Czukay enregistre de nombreux albums d'ambient et collabore, entre autres, avec David Sylvian. Jaki Liebezeit joue régulièrement avec les bassistes Jah Wobble et Bill Laswell, participe au projet Drums of Chaos, et assure, en 2005, les parties rythmiques de Datenverarbeiter sur l'album Givt. Michael Karoli a participé à quelques albums de l'artiste de reggae Polly Eltes tandis qu'Irmin Schmidt travaille avec le batteur Martin Atkins, produisant plusieurs remix du groupe The Damage Manual. Karoli a également fondé le groupe Sofortkontakt!, en compagnie de Mark Spybey, Alexander Schoenert et Felix Guttierez, à l'occasion de la brève réunion de Can en 1999. Damo Suzuki, revenu à la musique en 1983, donne des concerts partout dans le monde, se résumant bien souvent à de longues improvisations en compagnie de groupes ou artistes locaux, donnant parfois naissance à des albums live. Malcolm Mooney a chanté pour le groupe Tenth Planet en 1998, et Rosko Gee est bassiste pour l'émission Harald Schmidt's TV show en Allemagne depuis 1995.

### Postérité
En 2022, leur chanson Vitamin C est reprise dans les séries Euphoria, Le Monde de demain, et (adaptée par Jaden Smith et Raury sous le titre Losing Your Mind) The Get Down ; dans le film En corps.

## Style musical

### Caractéristiques
Holger Czukay et Irmin Schmidt ont tous les deux été élèves de Karlheinz Stockhausen et Can hérite de la forte base musicale empruntée au compositeur allemand. Schmidt étudie également le piano et la musique classique, tandis que Karoli, élève de Czukay, apporte au groupe une certaine influence tzigane, étudiée auparavant au cours de ses études d'ésotérisme. Quant à Jaki Liebezeit, il reste très influencé par le jazz, style qu'il a longtemps pratiqué avant de rejoindre Can. Le son du groupe devait être au début de style ethnique, si bien que quand le groupe prit un son se rapprochant plus du garage rock, David Johnson s'en alla. Can n'abandonne pas totalement ses influences de world music, comme le montrent les albums Ege Bamyasi, Future Days et Saw Delight, en incorporant au groupe de nombreux musiciens étrangers. L'« album-étude » Ethnological Forgery Series, souvent abrégé en EFS, montre l'habileté du groupe à récréer avec succès un grand nombre de musiques ethniques.
À ses débuts, Can reste très influencé par le rock des Beatles et du Velvet Underground mais également par Jimi Hendrix, Sly Stone et Frank Zappa. Le groupe a notamment admis que le début du morceau Father Cannot Yell est largement inspiré par la chanson European Son du Velvet Underground. En outre, la voix de Malcolm Mooney a souvent été comparée à celle de James Brown, dont plusieurs membres du groupe étaient fanatiques[réf. souhaitée] tandis que les premières compositions de Can sont très influencées par le rock psychédélique, du Pink Floyd par exemple.
Comme leurs pairs de la scène krautrock, les musiciens du groupe passent sous l'influence du mouvement progressif qui commence à prendre forme en Angleterre dès 1969. Les schémas musicaux, composés par Holger Czukay sont toujours comparés à ceux du trompettiste Miles Davis. En effet, les deux musiciens basent leurs compositions sur de longues improvisations soutenues par des rythmes très intenses et très élaborés. De plus, Czukay a été, dans sa jeunesse, particulièrement intéressé par la musique concrète des années 1950. Schmid admet, en 1996, lors d'une interview, s'être régulièrement inspiré du travail du pianiste Michael von Biel.
Damo Suzuki est un chanteur bien différent de Mooney. Ses chants multilingues et son inimitable style donnent l'élément manquant à Can, c'est-à-dire un chant pop, accessible à tous. C'est d'ailleurs avec Suzuki que le groupe a produit ses albums les plus populaires. On a particulièrement loué le travail de la section rythmique sur Tago Mago. Ce dernier, hypnotique et régulier, qualifié de motorik, permet alors aux autres musiciens d'entamer de longues improvisations. Can a d'ailleurs plusieurs fois affirmé vouloir rechercher la transe avec ses morceaux, cette constante recherche passe en priorité par la basse et surtout la batterie.
Les principales critiques à l'égard du groupe arrivent après le départ de Suzuki, et reprochent au groupe de ne pas réussir à trouver une base rythmique forte et originale, laissant la plupart des morceaux n'être que de vagues improvisations mal contrôlées. Can est également critiqué pour son manque de variété de sons, s'expliquant par le fait que les musiciens ont utilisé, jusqu'en 1975, les deux mêmes enregistreurs multipistes. Toujours en 1975, leurs tentatives de se rapprocher d'autres styles plus populaires sont vivement rejetées par la presse musicale : Landed se rapproche trop du glam rock, Flow Motion du reggae, Saw Delight et Out of Reach de la world music et de Carlos Santana.

### Influences
La plupart des artistes de post-punk tels The Fall, Public Image Ltd., Siouxsie and the Banshees, Joy Division, Suicide, This Heat ainsi que David Bowie, Talking Heads, The Stone Roses, Talk Talk et Primal Scream citent Can parmi leurs influences. Brian Eno réalise un court-métrage en hommage à Can, dans lequel apparaît John Frusciante des Red Hot Chili Peppers et où Can se voit décerner le prix de meilleur groupe d'Allemagne.
John Lydon, ancien membre des Sex Pistols, fonde Public Image Ltd., sur le même modèle que Can, outre un grand nombre de collaborations avec les membres du groupe eux-mêmes. Radiohead reprend la chanson Thief de l'album Delay 1968, et a également cité Can comme influence. Mark E. Smith rend hommage à Damo Suzuki avec la chanson I Am Damo Suzuki sur l'album This Nation's Saving Grace (1985). The Jesus and Mary Chain joue régulièrement une reprise de Mushroom lors de ses concerts, et cette dernière inspire également The Flaming Lips dans l'écriture de la chanson Take Meta Mars sur In a Priest Driven Ambulance en 1990.
Certains groupes choisiront également leur propre nom en hommage à Can : The Mooney Suzuki, Spoon, Egebamyasi, Hunters and Collectors et Moonshake. Le romancier Alan Warner écrit deux livres en hommage à deux membres de Can (Morvern Callar à Holger Czukay et The Man Who Walks à Michael Karoli). L'album Sacrilege, réalisé par Can en 1997, propose plusieurs remix, édités en particulier par Sonic Youth et U.N.K.L.E. Les tendances à la musique ethnique de Can vont également préfigurer l'apparition de la nouvelle vague de la world music dans les années 1980. Le groupe fait également figure de pionnier et de référence pour l'ambient, en compagnie de leurs compatriotes de Kraftwerk et Tangerine Dream.
Plusieurs groupes de post-rock se réclament de Can ainsi que les groupes de new prog comme The Mars Volta. Les pionniers du renouveau du krautrock, ont cité Can comme principale source d'inspiration, en compagnie de Faust et Neu!. Le groupe anglais Loop est profondément influencé par les rythmiques répétitives de Can et a repris la chanson Mother Sky de l'album Fade Out.
Kanye West a samplé le morceau Sing Swan Song pour sa chanson Drunk & Hot Girls (album Graduation en 2007). Denis Colin trio avec la chanteuse Gwen Matthews enregistrent Sing Swan Song en 2006 dans un album intitulé Songs for Swans. Enfin, Can a influencé les compositeurs d'avant-garde « classique » tels que Bernhard Lang et Karlheinz Essl.

### Improvisations, enregistrement et concerts
La musique de Can se base en grande partie sur l'improvisation éditée lors de l'enregistrement pour convenir au format des albums studios. Pour les bandes-originales de film, seul Irmin Schmidt voit le film, et donne aux autres musiciens une description générale des scènes pour lesquelles ils vont devoir trouver une musique. Cette méthode aide grandement à la réussite et à la qualité des bandes originales enregistrées, aussi bien à l'intérieur qu'à l'extérieur du contexte du film. Le morceau épique Cutaway sur l'album Unlimited Edition (1976) montre comment les différentes méthodes d'enregistrement et d'édition de sons peuvent être utilisées par la suite pour créer un collage du son en limitant l'énergie et le caractère parfois brouillon des improvisations, que Can maîtrisait parfaitement.
Les concerts du groupe se résument bien souvent à un mélange de longues improvisations sur les morceaux des albums studio. Par exemple, Colchester Finale (Can Live - 1999) incorpore des portions d'une autre chanson, Halleluhwah, dans une composition durant finalement une demi-heure. Mooney et Suzuki, lors des premiers concerts, choquent souvent le public par leurs chants inhabituels. En 1970, le public menace de quitter la salle, effrayé par l'étrange style de chant de Suzuki. Après le départ de ce dernier, la musique de Can gagne en intensité sans chant central, et le groupe garde son habileté pour les improvisations, avec ou sans thème principal, qui peuvent durer des heures. Leur plus longue performance dure plus de 6 heures, lors d'un concert à Berlin en 1974.
En 1973, Can recherche un nouveau chanteur, mais aucun autre que Suzuki ne réussit à suivre le rythme des improvisations des concerts. Tim Hardin chante dans deux concerts en 1975, mais pour une seule chanson, sur laquelle les musiciens ne devaient pas improviser. Deux autres chanteurs tentent également l'expérience : le Malais Thaiga Raj Raja Ratnam en 1976, qui par contre effectue un travail considérable avec le groupe en studio ; et l'Anglais Michael Cousins, que le public d'Allemagne et surtout de France désapprouve lors des concerts.

## Membres

### Membres principaux
- Holger Czukay - basse (1968–1977, 1986–1991)
- Michael Karoli - guitare, chant, violon (1968–1979, 1986–1991)
- Jaki Liebezeit - batterie, percussions (1968–1979, 1986–1991)
- Irmin Schmidt - claviers, chant (1968–1979, 1986–1991)

### Autres membres
- Malcolm Mooney - chant (1968–1969, 1986–1991)
- Damo Suzuki - chant (1970–1973)
- Rosko Gee - basse, chant (1977–1979)
- Rebop Kwaku Baah - percussions (1977–1979)

### Collaborateurs
- David C. Johnson - instruments à vent et enregistrement (1968-1969)
- Manni Löhe - chant, percussions, flûte (1968)
- Duncan Fallowell - paroles (1974)
- Peter Gilmour - paroles (dès 1970)
- René Tinner - enregistrement (dès 1970)
- Olaf Kübler (Amon Düül) - saxophone (1975)
- Tim Hardin - chant, guitare (1975)
- Thaiga Raj Raja Ratnam - chant (1976)
- Michael Cousins - chant (1976)

## Discographie
- 1969 : Monster Movie
- 1970 : Soundtracks
- 1971 : Tago Mago
- 1972 : Ege Bamyasi
- 1973 : Future Days
- 1974 : Soon Over Babaluma
- 1975 : Landed
- 1976 : Flow Motion
- 1976 : Unlimited edition
- 1977 : Saw Delight
- 1978 : Out of reach
- 1979 : Can
- 1981 : Delay 1968
- 1985 : Inner Space
- 1989 : Rite Time
- 1999 : Can Live Music (Live 1971–1977)
- 2012 : The Lost Tapes (compilation)
- 2017 : The Singles (compilation)
- 2021 : Live in Stuttgart 1975
- 2021 : Live in Brighton 1975
- 2022 : Live in Cuxhaven 1976
- 2024 : Live in Paris 1973

## Distinctions
Can reçoit le Qwartz d'Honneur en 2006 à Paris. Holger Czukay et Irmin Schmidt étaient tous deux présents à la cérémonie des Qwartz 2 au Cirque d'Hiver pour recevoir cet hommage.